# جدعان مهنا
جدعان مهنا الشمري لاعب كرة قدم سعودي.

## مسيرة اللاعب
لعب في نادي الباطن ونادي القيصومة.

## روابط خارجية
- جدعان مهنا على موقع Soccerway.com (الإنجليزية)